# 威爾科克斯鎮區 (堪薩斯州特里戈縣)
威爾科克斯鎮區（英語：Wilcox Township）是位於美國堪薩斯州特里戈縣的一個行政鎮區。

## 地方資料
威爾科克斯鎮區的面積為310.23平方千米，當中陸地面積為298.61平方千米，而水域面積為11.62平方千米。根據2010年美國人口普查的數據，當地共有人口73人，而人口密度為每平方千米0.24人。

## 外部連結
- US-Counties.com
- City-Data.com （页面存档备份，存于）